# Bleeding Steel
Bleeding Steel ist ein chinesischer Science-Fiction-Actionfilm mit Jackie Chan in der Hauptrolle aus dem Jahr 2017. Regie führte Leo Zhang.

## Handlung
Der Hongkonger Officer Lin Dong erhält auf dem Weg zum Krankenhaus, wo er seine Tochter Xixi besuchen will, den Befehl, den Zeugen Dr. James in Sicherheit zu bringen. Bei dem Einsatz greifen technologisch hochentwickelte Söldner, angeführt von dem monströsen Andre, Lins Einheit an. Selbst als Lin Andre mit dem Auto gegen einen Gastank fährt, lässt sich dieser nicht aufhalten. Verzweifelt bringt Lin den Tank zur Explosion. Während er das Bewusstsein verliert, erliegt seine Tochter im Krankenhaus der Leukämie.
Wie später in Rückblenden erzählt wird, rettete Dr. James’ mit seiner Forschung Xixis Leben, indem er ihrem Blut regenerative Fähigkeiten verlieh. Allerdings verlor sie ihre Erinnerungen. Daher brachte Lin seine Tochter unter dem Namen Nancy in ein Waisenhaus in Sydney und blieb in ihrer Nähe, ohne sich zu erkennen zu geben.
Dreizehn Jahre später hat der Autor Rick Rogers den Roman Bleeding Steel veröffentlicht, der von einem Super-Soldaten wie Andre handelt. Der junge Hacker Leeson verkleidet sich als Prostituierte und setzt Rogers in seinem Hotelzimmer mit Drogen außer Gefecht, um Daten von seinem Rechner herunterzuladen. Als eine in schwarz gekleidete Frau zusammen mit Andres Söldnern das Gebäude stürmt, versteckt sich Leeson im Whirlpool. Die Frau will von Rogers wissen, woher er die Informationen für den Roman bezogen hat. Auch der maskierte Lin Dong ist aus demselben Grund eingetroffen. Es kommt zu einem Kampf, bei dem die Frau in Schwarz Rogers tötet. Die Ankunft der Polizei zwingt alle zum Rückzug.
Die gestohlenen Daten führen Leeson zu dem Waisenkind Nancy, das unter schweren Alpträumen leidet. Sie ist bei einer „Hexe“ in Behandlung, die ihre Träume dem Autor Rogers verkauft hat. Um spirituelle Hilfe zu erhalten, begibt sie sich zum Sydney Opera House, wo die Frau in Schwarz versucht, sie zu entführen. Gemeinsam bekämpfen Lin Dong und Leeson die Söldner und bringen Nancy zu Lins Haus.
Lin Dong fesselt Leeson in seiner Waffenkammer und macht sich auf den Weg zur Hexe. In seiner Abwesenheit nimmt Nancy einen Flug nach Hongkong, um James’ verlassenes Haus aufzusuchen. Dort kehren ihre Erinnerungen zurück und sie findet einen Schlüssel zu einem Bankschließfach. Die Frau in Schwarz entführt sie jedoch und bringt sie zu Andres Luftschiff. Als die Frau in Schwarz das Bankschließfach an sich nehmen will, stellt Lins Kollegin Susan ihr eine Falle.
Susan verkleidet sich als die Frau in Schwarz, um Andres Luftschiff mit Lin Dong und Leeson zu infiltrieren. Dort ist Andre dabei, sich Nancys Blut zu transferieren, um ihre Selbstheilungskräfte zu erhalten. Bei dem folgenden Kampf kommt es zur Explosion des Luftschiffs, bei der Andre und Leeson zurückbleiben. Susan, Nancy und Lin Dong retten sich mit einem Fallschirm.
Lin erfährt, dass Leesons Vater ein Waffenhändler war, der Andre beauftragt hatte, Dr. James’ Forschung zu stehlen. Doch dann tötete Andre Leesons Eltern. Leeson floh nach Sydney und landete zufällig im selben Waisenhaus wie Nancy. Er hatte die Explosion des Luftschiffs überlebt und ist im Besitz von Dr. James Forschungsergebnissen.

## Auszeichnungen
Guangzhou Student Film Festival 2018
- Students’ Choice Award in der Kategorie Favorite Science Fiction Film